# Evolução do Colégio dos Cardeais sob o pontificado de Júlio III
Abaixo está a evolução do colégio de cardeais durante o pontificado de Júlio III e a subsequente vaga vaga .

## Composição para consistório
| Consistóro                   | 1549 | 1555 |
| ---------------------------- | ---- | ---- |
| Setembro 1513                | 1    |      |
| Julho 1517                   | 5    | 2    |
| Maio 1518                    | 1    |      |
| Consistórios de Leão X       | 7    | 2    |
| Maio 1527                    | 2    | 1    |
| Janeiro 1529                 | 1    | 1    |
| Março 1530                   | 1    | 1    |
| Novembro 1533                | 3    | 2    |
| Consistórios de Clemente VII | 7    | 5    |
| Dezembro 1534                | 2    | 2    |
| Maio 1535                    | 1    | 1    |
| Dezembro 1536                | 6    | 4    |
| Dezembro 1538                | 3    | 3    |
| Dezembro 1539                | 4    | 4    |
| Junho 1542                   | 3    | 2    |
| Dezembro 1544                | 11   | 9    |
| Dezembro 1545                | 4    | 3    |
| Julho 1547                   | 2    | 2    |
| Janeiro 1548                 | 1    | 1    |
| Abril 1549                   | 3    | 2    |
| Consistórios de Paulo III    | 40   | 33   |
| Maio 1550                    |      | 1    |
| Dezembro 1551                |      | 12   |
| Dezembro 1553                |      | 4    |
| Consistórios de Júlio III    |      | 17   |
| Total                        | 54   | 57   |

## Evolução durante o pontificado
| Data                    | Evento                                                                            | Total |
| ----------------------- | --------------------------------------------------------------------------------- | ----- |
| 29 de novembro de 1549  | Abertura do Conclave de 1549–1550                                                 | 54    |
| 19 de dezembro de 1549  | Morte do Cardeal Ennio Filonardi (58 anos)                                        | 53    |
| 31 de janeiro de 1550   | Morte do Cardeal Niccolò Ridolfi (49 anos)                                        | 52    |
| 7 de fevereiro de 1550  | Eleição Papal do Cardeal Giovanni Maria Ciocchi del Monte com o nome de Júlio III | 51    |
| 21 de fevereiro de 1550 | Morte do Cardeal Philippe de la Chambre, O.S.B. (60 anos)                         | 50    |
| 13 de abril de 1550     | Morte do Cardeal Inocêncio Cybo (58 anos)                                         | 49    |
| 10 de maio de 1550      | Morte do Cardeal João de Lorena (52 anos)                                         | 48    |
| 30 de maio de 1550      | criação de 1 Cardeais                                                             | 49    |
| 30 de maio de 1550      | Innocenzo Ciocchi del Monte                                                       | 49    |
| 31 de julho de 1550     | Morte do Cardeal Francesco Sfondrati (56 anos)                                    | 48    |
| 25 de agosto de 1550    | Morte do Cardeal Georges II D'Amboise (62 anos)                                   | 47    |
| 12 de outubro de 1550   | criação de 1 Cardeais                                                             | 48    |
| 12 de outubro de 1550   | George Martinuzzi, O.S.P.P.E.                                                     | 48    |
| 30 de janeiro de 1551   | Morte do Cardeal Andrea Corner (39 anos)                                          | 47    |
| 20 de novembro de 1551  | criação de 13 Cardeais + 1 In Pectore                                             | 60    |
| 20 de novembro de 1551  | Cristoforo Guidalotti Ciocchi del Monte                                           | 60    |
| 20 de novembro de 1551  | Fulvio Giulio della Corgna                                                        | 60    |
| 20 de novembro de 1551  | Giovanni Michele Saraceni                                                         | 60    |
| 20 de novembro de 1551  | Giovanni Ricci                                                                    | 60    |
| 20 de novembro de 1551  | Giovanni Andrea Mercurio                                                          | 60    |
| 20 de novembro de 1551  | Giacomo Puteo                                                                     | 60    |
| 20 de novembro de 1551  | Alessandro Campeggio                                                              | 60    |
| 20 de novembro de 1551  | Pietro Bertani, O.P.                                                              | 60    |
| 20 de novembro de 1551  | Fabio Mignanelli                                                                  | 60    |
| 20 de novembro de 1551  | Giovanni Poggio                                                                   | 60    |
| 20 de novembro de 1551  | Giovanni Battista Cicala                                                          | 60    |
| 20 de novembro de 1551  | Girolamo Dandini                                                                  | 60    |
| 20 de novembro de 1551  | Luigi Cornaro                                                                     | 60    |
| 17 de dezembro de 1551  | Morte do Cardeal George Martinuzzi, O.S.P.P.E. (69 anos)                          | 59    |
| 16 de janeiro de 1552   | Morte do Cardeal Niccolò Gaddi (53 anos)                                          | 58    |
| 28 de maio de 1552      | Morte do Cardeal Marcello Crescenzi (52 anos)                                     | 57    |
| 30 de maio de 1552      | Revelação In Pectore                                                              | 58    |
| 30 de maio de 1552      | Sebastiano Antonio Pighini                                                        | 58    |
| 16 de julho de 1553     | Morte do Cardeal Bernardino Maffei (39 anos)                                      | 57    |
| 28 de outubro de 1553   | Morte do Cardeal Giovanni Salviati (63 anos)                                      | 56    |
| 23 de novembro de 1553  | Morte do Cardeal Sebastiano Antonio Pighini (53 anos)                             | 55    |
| 10 de dezembro de 1553  | Morte do Cardeal Giovanni Domenico de Cupis (60 anos)                             | 54    |
| 23 de dezembro de 1553  | Criação de 4 Cardeais                                                             | 58    |
| 23 de dezembro de 1553  | Pietro Tagliavia d'Aragonia                                                       | 58    |
| 23 de dezembro de 1553  | Luís I de Guise                                                                   | 58    |
| 23 de dezembro de 1553  | Roberto de 'Nobili                                                                | 58    |
| 23 de dezembro de 1553  | Girolamo Simoncelli                                                               | 58    |
| 21 de setembro de 1554  | Morte do Cardeal Alessandro Campeggio (50 anos)                                   | 57    |
| 23 de março de 1555     | Morte do Papa Júlio III (67 anos)                                                 | 57    |
| 5 de abril de 1555      | Abertura do Conclave de abril de 1555                                             | 57    |
| 9 de abril de 1555      | Eleição Papal do Cardeal Marcello Cervini com o nome de Marcelo II                | 56    |